# Megaphorus intermedius
Megaphorus intermedius är en tvåvingeart som först beskrevs av Tucker 1907.  Megaphorus intermedius ingår i släktet Megaphorus och familjen rovflugor.
Artens utbredningsområde är Colorado. Inga underarter finns listade i Catalogue of Life.